# Roland F. Hussey
Roland Fountain Hussey (1896-1967) est un entomologiste américain, et un hétéroptériste, c'est-à-dire un spécialiste des hétéroptères (punaises), en particulier des punaises aquatiques.

## Biographie
Roland F. Hussey est né à San Francisco (Californie) le 16 novembre 1896 et mort le 19 août 1967 à Gainesville (Floride). Sa tombe est au cimetière de Forest Hill, à Ann Arbor (Michigan).
Il a occupé des postes universitaires à l'Université de New-York, au Florida Southern College et à l'Université de Floride, dont il fut le premier professeur émérite de biologie. Sa correspondance et ses notes de recherches de 1924 à 1963 sont conservée aux Archives de l'Université de Floride.

## Travaux et publications
Parmi ses travaux notables, il a publié en 1929 un Catalogue des Pyrrhocoridae, qui contiennent à cette époque également les Largidae. Il a travaillé notamment sur les hémiptères aquatiques tels que Hydrometra, Notonecta, Gerris, Metrobates, Microvelia, Belostoma, Rhagovelia, mais également sur les Coreidae, les Reduviidae, et, dès les années 1950, sur les Miridae. Sa vie compte 62 publications scientifiques, dont un certain nombre est consultable sur internet. 

### Taxons décrits
Parmi les taxons décrits par Roland F. Hussey, on peut mentionner :
- Aradus subruficeps (Aradidae)[5]
- Gerris alacris (Gerridae)[6]
- Hoplistoscelis hubbelli (Nabidae)[5]
- genre Limnobatodes (Hydrometridae)[7], et l'espèce Limnobatodes paradoxus
- Macrocephalus vorax (Reduviidae)[5]
- Mozena buenoi (Coreidae)
- Notonecta borealis (Notonectidae), avec J. R. de la Torre-Bueno[8]
- sous-genre Parapagasa (Nabidae), et l'espèce Parasa (Parapagasa) insepctata[5]

## Taxons nommés en son hommage
Un genre et une douzaine d'espèces ont été nommées en son hommage :
- Barce husseyi Wygodzinsky, 1966 (Reduviidae)
- Belostoma husseyi De Carlo, 1960, aujourd'hui synonyme d'Belostoma micantulum (Stål, 1860) (Belostomatidae)
- Ceratocapsus husseyi Knight, 1930 (Miridae)
- Collaria husseyi Carvalho, 1955 (Miridae)
- Culicoides husseyi Wirth & Blanton, 1971 (Diptera, Ceratopogonidae)
- genre Husseyella Herring, 1995 (Veliidae)
- Hydrometra husseyi Torre-Bueno, 1926, aujourd'hui synonyme d'Hydrometra argentina Berg, 1879 (Hydrometridae)
- Micracanthia husseyi Drake & Chapman, 1952 (Saldidae)
- Oedancala husseyi Slater, 1955 (Lygaeidae)
- Peritropis husseyi Knight, 1923 (Miridae)
- Phymata husseyi Kormilev, 1951 (Reduviidae)
- Phytocoris husseyi Knight, 1923 (Miridae